# DESI2
DESI2 (англ. Desumoylating isopeptidase 2) – білок, який кодується однойменним геном, розташованим у людей на 1-й хромосомі. Довжина поліпептидного ланцюга білка становить 194 амінокислот, а молекулярна маса — 21 444.
| 10         |  | 20         |  | 30         |  | 40         |  | 50         |
| ---------- |  | ---------- |  | ---------- |  | ---------- |  | ---------- |
| MGANQLVVLN |  | VYDMYWMNEY |  | TSSIGIGVFH |  | SGIEVYGREF |  | AYGGHPYPFS |
| GIFEISPGNA |  | SELGETFKFK |  | EAVVLGSTDF |  | LEDDIEKIVE |  | ELGKEYKGNA |
| YHLMHKNCNH |  | FSSALSEILC |  | GKEIPRWINR |  | LAYFSSCIPF |  | LQSCLPKEWL |
| TPAALQSSVS |  | QELQDELEEA |  | EDAAASASVA |  | STAAGSRPGR |  | HTKL       |

A: Аланін

C: Цистеїн

D: Аспарагінова кислота

E: Глутамінова кислота

F: Фенілаланін

G: Гліцин

H: Гістидин

I: Ізолейцин

K: Лізин

L: Лейцин

M: Метіонін

N: Аспарагін

P: Пролін

Q: Глутамін

R: Аргінін

S: Серин

T: Треонін

V: Валін

W: Триптофан

Кодований геном білок за функціями належить до гідролаз, протеаз. 
Задіяний у такому біологічному процесі, як альтернативний сплайсинг. 
Локалізований у цитоплазмі.